# Urs Werder

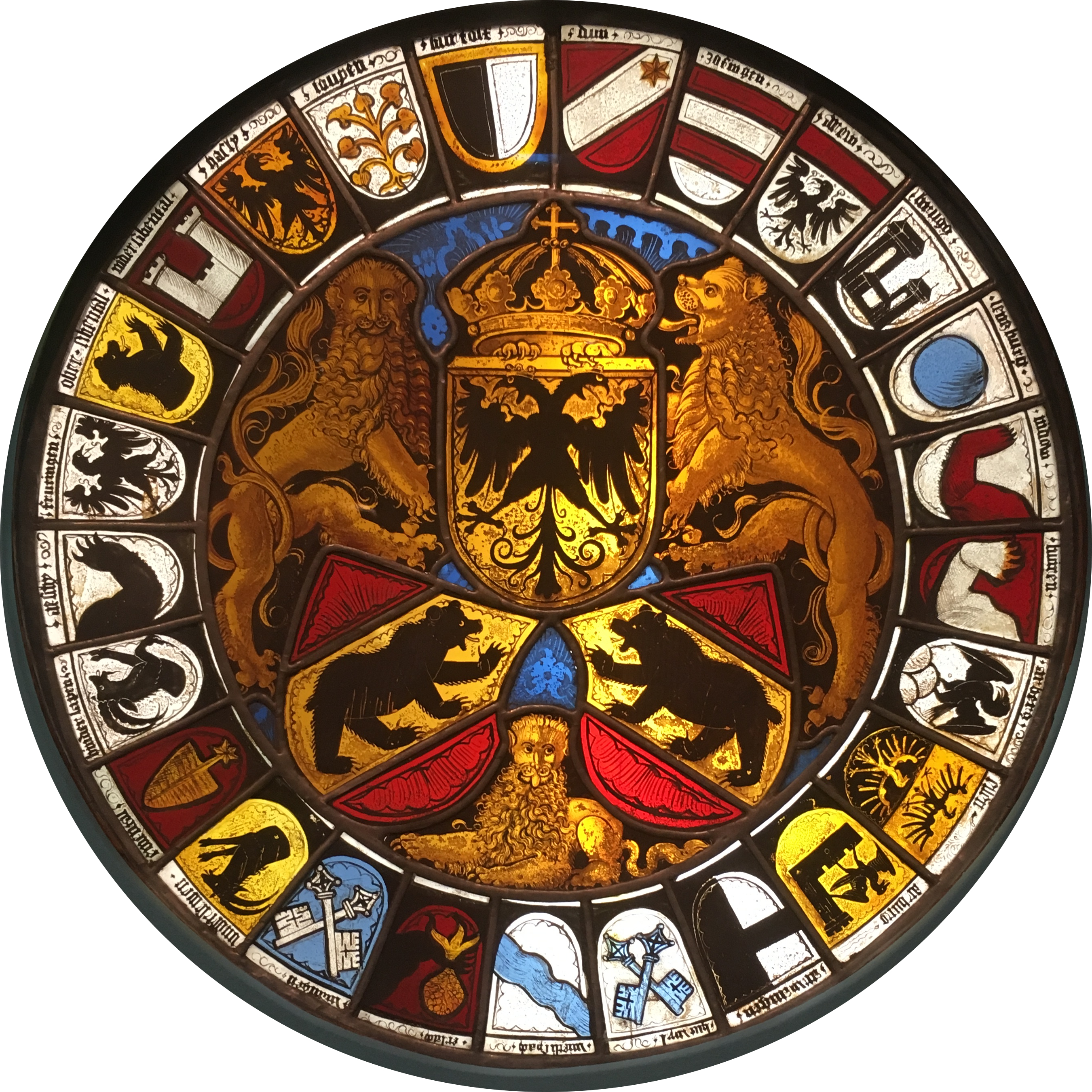
Berner Ämterscheibe, Urs Werder zugeschrieben (um 1495)

Urs Werder (* in Solothurn; † 4. Juli 1499 in Bern) war ein Schweizer Glasmaler.
Aus Solothurn stammend, war Urs Werder schon vor 1461 Burger Berns. 1466 wurde er Mitglied des Grossen Rates. In den Jahren 1479 bis 1490 und 1498 bis 1499 sass er auch im Kleinen Rat von Bern. 1490 bis 1496 war er Gubernator in Aigle. Von 1468 bis 1485 war er Mitglied der Gesellschaft zu Schuhmachern, 1472 bis 1499 der Gesellschaft zum Distelzwang und schliesslich von 1498 bis 1499 noch der Gesellschaft zu Mittellöwen. Werder diente Bern zunehmend als Politiker und Diplomat denn als Glasmaler. Er hinterliess ein immenses Vermögen, welches auf einen geschickten Handelsmann und möglicherweise sogar Bankier schliessen lässt.

## Werke
- Berner Münster
- Kirche Kerzers
- Kirche Lützelflüh
- Museum für Kunst und Geschichte Freiburg